# Musilov
Musilov je zaniklá vesnice v okrese Plzeň-jih, která byla založena na pozůstatcích jiné zaniklé vesnice Chýlavy, která patřila k hradišťskému panství.

## Původ jména
Jméno vesnice podle některých zdrojů souvisí s nuceným usazením některých poddaných hradišťského panství.

## Historie
Vesnice pravděpodobně vznikla až v průběhu třicetileté války, a to na pozůstatcích zaniklé vesnice Chýlava, která zanikla před rokem 1558. Pozemky v okolí byly odlesněny pro chov plemenných koní pro účely hradišťského panství. První písemná zmínka se datuje do roku 1651, kdy ve vesnici bydlely čtyři rodiny, tři roky později už jen tři.
Od té doby však vesnice ztrácela obyvatele - v roce 1660 odešel kvůli chudobě sedlák Smetana, sedlák Čejka kvůli zranění nebyl schopný pracovat, Bláhův statek v roce 1667 vyhořel a poté zemřel. Po jejím zpustnutí nedlouho po roce 1667 byla ves přikoupena zelenohorským panstvím; to pak v roce 1681 definitivně zrušilo ohrady pro chov plemenných koní a zalesnila je jedlemi. V 18. století se ještě setkáváme s Musilovem jako "bývalým místem pro chov panských hříbat".

## Archeologické průzkumy
Zbytky tří stavení patřících k zaniklé vsi Musilov byly nalezeny lesníkem Dřevikovským mezi lety 1909 a 1928; tyto základy však byly zničeny při likvidací polomů a nové výsadbě stromků. V roce 1982 byly pak nalezeny zbytky pouze jednoho stavení o rozměrech zhruba 10 na 20 metrů; byly nalezeny základy cihlové pece, hospodářské budovy (pravděpodobně stájí) a nedaleko také základy stodoly o rozměrech 6,5 na 11 metrů. Nalezené střepy pak byly datovány do 17. století, což odpovídá písemným pramenům. Tyto zbytky byly ve stejný rok zcela zničeny terénními úpravami.